# Giuseppe Porsile
Giuseppe Porsile (Napoli, 5 maggio 1680 – Vienna, 29 maggio 1750) è stato un musicista italiano. Fu un noto ed apprezzato esponente della Scuola musicale napoletana.

## Biografia

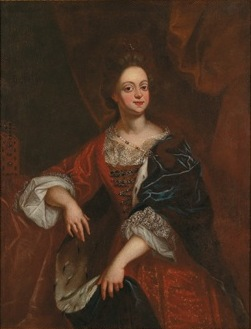
L'imperatrice d'Austria Amalia Guglielmina

Nacque a Napoli da modesta famiglia e fu allievo di Gaetano Greco presso il Conservatorio dei Poveri.
Il suo talento, come cantore (e quindi come maestro di canto) e come compositore, fu subito noto, poiché già nel 1706 fu chiamato a dirigere la Cappella Reale di Barcellona.
Nel 1711 l'imperatrice d'Austria Guglielmina Amalia, cognata dell'imperatore Carlo VI, lo chiamò a Vienna come suo maestro personale di musica. Nel 1720 fu nominato Compositore di corte  al posto del defunto Gregorio Genuesi e pertanto restò alla corte di Vienna sino alla morte, avvenuta nel 1750.

## Opere
La sua produzione musicale si inserisce nella consuetudine del suo tempo. Compose alcune opere teatrali, un buon numero di oratori, 13 serenate, e in più altre composizioni vocali e strumentali (cantate, arie, etc.) che sono custodite a Napoli e in varie capitali europee.

### Drammi per musica e Feste teatrali
- Il ritorno d'Ulisse alla patria (Napoli, Teatro dei Fiorentini, 1707)
- Alceste (Vienna, Hofburg, 1718)
- Meride e Selinunte (Palazzo della Favorita, 1721)
- Spartaco (Vienna, 1726)
- Il Tempio di Giano chiuso da Cesare Augusto (Palazzo della Favorita, 1726)
- La clemenza di Cesare (Vienna, 1727)
- Telesilla (Vienna, 1729)
- Scipione Africano il Maggiore (Vienna, 1730)
- Sesostri re d'Egitto (Vienna, 1737)

### Oratori
- Tobia (1720)
- Il zelo di Natan (1721)
- L'anima immortale creata e redenta (1722)
- Il trionfo di Giuditta (1723)
- Il sacrificio di Gefte (1724)
- Mosè liberato dal Nilo (1725)
- Assalonne nemico del padre amante (1726)
- L'esaltazione di Salomone (1727)
- L'ubbidienza a Dio (1730)
- I due Roboamo e Geroboamo (1731)
- Giuseppe riconosciuto (1733)
- Sisara (1736)
- La madre de' Maccabei (1737)

### Serenate
- Il giorno natalizio di Guglielmina Amalia (1717)
- La virtù festeggiata (1717)
- Il Tempo fermato (1721)
- La Virtù e la Bellezza in lega (1722)
- Il giorno felice (Praga, 1723)
- Il giorno natalizio di Giove (1726)
- Dialogo tra la Prudenza e la Vivacità (1732)
- Dialogo tra il Decoro e la Placidezza (1732)
- Dialogo pastorale a cinque voci (1732)
- La Fama accresciuta dalla Virtù (1735)
- Il giudizio revocato (1737)